# Doctor Strange in the Multiverse of Madness (soundtrack)
Doctor Strange in the Multiverse of Madness (Original Motion Picture Soundtrack) is de originele soundtrack voor de Marvel Studios-film Doctor Strange in the Multiverse of Madness, gecomponeerd door Danny Elfman. Het album werd op 4 mei 2022 uitgebracht door Hollywood Records.
In januari 2022 onthulde Elfman dat hij bezig was met het voltooien van de partituur, waaronder het dirigeren van een orkest in de Abbey Road Studios, met zijn frequente medewerker Steve Bartek op afstand via Zoom.

## Tracklijst
Alle muziek geschreven door Danny Elfman, tenzij anders vermeld.

| 1.                 | Multiverse of Madness       | 2:37 |
| 2.                 | On the Run (a)              | 2:17 |
| 3.                 | Strange Awakens             | 0:47 |
| 4.                 | The Apple Orchard           | 3:18 |
| 5.                 | Are You Happy               | 1:08 |
| 6.                 | Gargantos (a)               | 2:50 |
| 7.                 | Journey with Wong           | 1:44 |
| 8.                 | Home?                       | 4:08 |
| 9.                 | Strange Statue (a)          | 1:43 |
| 10.                | The Decision Is Made        | 1:14 |
| 11.                | A Cup of Tea                | 3:58 |
| 12.                | Discovering America         | 0:47 |
| 13.                | Grab My Hand                | 1:14 |
| 14.                | Battle Time (a)             | 3:11 |
| 15.                | Not a Monster               | 2:38 |
| 16.                | Forbidden Ground            | 2:29 |
| 17.                | Tribunal                    | 2:13 |
| 18.                | They're Not Coming Back     | 1:00 |
| 19.                | Stranger Things Will Happen | 2:56 |
| 20.                | Buying Time                 | 3:39 |
| 21.                | Book of Vishanti            | 2:45 |
| 22.                | Looking for Strange         | 1:38 |
| 23.                | Strange Talk                | 3:32 |
| 24.                | Lethal Symphonies           | 1:48 |
| 25.                | Getting Through             | 5:34 |
| 26.                | Only Way                    | 2:51 |
| 27.                | Trust Your Power            | 2:54 |
| 28.                | They'll Be Loved            | 3:59 |
| 29.                | Farewell                    | 2:29 |
| 30.                | An Interesting Question     | 3:13 |
| 31.                | Main Titles                 | 2:36 |
| 32.                | An Unexpected Visitor       | 0:32 |
| Totale duur: 79:26 |                             |      |

| Nr. | Titel                       | Duur |
| --- | --------------------------- | ---- |
| 1.  | Multiverse of Madness       | 2:37 |
| 2.  | On the Run (a)              | 2:17 |
| 3.  | Strange Awakens             | 0:47 |
| 4.  | The Apple Orchard           | 3:18 |
| 5.  | Are You Happy               | 1:08 |
| 6.  | Gargantos (a)               | 2:50 |
| 7.  | Journey with Wong           | 1:44 |
| 8.  | Home?                       | 4:08 |
| 9.  | Strange Statue (a)          | 1:43 |
| 10. | The Decision Is Made        | 1:14 |
| 11. | A Cup of Tea                | 3:58 |
| 12. | Discovering America         | 0:47 |
| 13. | Grab My Hand                | 1:14 |
| 14. | Battle Time (a)             | 3:11 |
| 15. | Not a Monster               | 2:38 |
| 16. | Forbidden Ground            | 2:29 |
| 17. | Tribunal                    | 2:13 |
| 18. | Illuminati vs. Wanda (b)    | 2:47 |
| 19. | They're Not Coming Back     | 1:00 |
| 20. | Stranger Things Will Happen | 2:56 |
| 21. | Buying Time                 | 3:39 |
| 22. | Book of Vishanti            | 2:45 |
| 23. | Looking for Strange         | 1:38 |
| 24. | Strange Talk                | 3:32 |
| 25. | Lethal Symphonies           | 1:48 |
| 26. | Getting Through             | 5:34 |
| 27. | Only Way                    | 2:51 |
| 28. | Trust Your Power            | 2:54 |
| 29. | They'll Be Loved            | 3:59 |
| 30. | Farewell                    | 2:29 |
| 31. | An Interesting Question     | 3:13 |
| 32. | Main Titles                 | 2:36 |
| 33. | An Unexpected Visitor       | 0:32 |
| 34. | Illuminati (b,c)            | 2:13 |
| 35. | Wanda at Home (d)           | 1:06 |

a: Dit nummer verwijst naar het thema van Michael Giacchino uit Doctor Strange.
b: Dit nummer verwijst naar "Captain America March" uit Captain America: The First Avenger van Alan Silvestri.
c: Dit nummer verwijst naar het X-Men: The Animated Series-thema van Ron Wasserman.
d: Dit nummer verwijst naar "WandaVision!" van WandaVision door Kristen Anderson-Lopez en Robert Lopez.